# Воллес (Айдахо)
Воллес (англ. Wallace) — окружний центр округу Шошоні, штат Айдахо, США. Згідно з переписом 2010 року населення становило 784 особи, що на 176 осіб менше, ніж 2000 року.

## Географія
Воллес розташований за координатами 47°28′24″ пн. ш. 115°55′19″ зх. д. / 47.47333° пн. ш. 115.92194° зх. д. (47.473219, -115.921824). За даними Бюро перепису населення США в 2010 році місто мало площу 2,18 км², уся площа — суходіл. В 2017 році площа становила 2,35 км², уся площа — суходіл.

### Клімат
| Клімат : Воллес         | Клімат : Воллес | Клімат : Воллес | Клімат : Воллес | Клімат : Воллес | Клімат : Воллес | Клімат : Воллес | Клімат : Воллес | Клімат : Воллес | Клімат : Воллес | Клімат : Воллес | Клімат : Воллес | Клімат : Воллес | Клімат : Воллес |
| Показник                | Січ.            | Лют.            | Бер.            | Квіт.           | Трав.           | Черв.           | Лип.            | Серп.           | Вер.            | Жовт.           | Лист.           | Груд.           | Рік             |
| Абсолютний максимум, °C | 13,9            | 19,4            | 25,0            | 32,8            | 35,6            | 39,4            | 38,9            | 41,1            | 38,3            | 31,1            | 21,1            | 13,3            | 41,1            |
| Середній максимум, °C   | 1,4             | 3,7             | 7,8             | 12,3            | 17,5            | 21,2            | 26,4            | 26,7            | 21,3            | 13,3            | 4,7             | 0,3             | 13,1            |
| Середня температура, °C | −1,7            | −0,4            | 3,2             | 6,9             | 11,2            | 14,7            | 18,5            | 18,4            | 13,7            | 7,5             | 1,6             | −2,5            | 7,6             |
| Середній мінімум, °C    | −4,8            | −4,4            | −1,4            | 1,4             | 4,9             | 8,3             | 10,6            | 10,1            | 6,1             | 1,7             | −1,4            | −5,3            | 2,2             |
| Абсолютний мінімум, °C  | −32,8           | −29,4           | −26,7           | −9,4            | −7,8            | −2,2            | 0,6             | −1,1            | −5              | −13,9           | −25,6           | −35             | −35             |
| Норма опадів, мм        | 130             | 104             | 93              | 74              | 76              | 66              | 36              | 35              | 44              | 69              | 135             | 133             | 995             |
| Днів з опадами          | 17,2            | 14,9            | 16,4            | 14,4            | 14,8            | 12,3            | 7,8             | 7,0             | 8,4             | 10,8            | 17,7            | 17,7            | 159,4           |
| Днів зі снігом          | 9,1             | 6,9             | 5,7             | 1,8             | 0,2             | 0,0             | 0,0             | 0,0             | 0,0             | 0,5             | 5,4             | 9,4             | 39,0            |
| ----------------------- | --------------- | --------------- | --------------- | --------------- | --------------- | --------------- | --------------- | --------------- | --------------- | --------------- | --------------- | --------------- | --------------- |
| Джерело: NOWData        |                 |                 |                 |                 |                 |                 |                 |                 |                 |                 |                 |                 |                 |

## Демографія

### Перепис 2010 року
За даними перепису 2010 року, у місті проживало 784 осіб у 364 домогосподарствах у складі 190 родин. Густота населення становила 360,3 ос./км². Було 535 помешкань, середня густота яких становила 245,9/км². Расовий склад міста: 95,9 % білих, 0,1 % афроамериканців, 1,0 % індіанців, 0,3 % азіатів, 0,4 % інших рас, а також 2,3 % людей, які зараховують себе до двох або більше рас. Іспанці та латиноамериканці незалежно від раси становили 2,3 % населення.
Із 364 домогосподарств 20,1 % мали дітей віком до 18 років, які жили з батьками; 39,3 % були подружжями, які жили разом, 8,8 % мали господиню без чоловіка; 4,1 % мали господаря без дружини і 47,8 % не були родинами. 42,3 % домогосподарств складалися з однієї особи, у тому числі 16,2 % віком 65 і більше років. У середньому на домогосподарство припадало 1,99 мешканця, а середній розмір родини становив 2,66 особи.
Середній вік жителів міста становив 47,5 року. Із них 16,1 % були віком до 18 років; 8,7 % — від 18 до 24; 21,4 % від 25 до 44; 34,1 % від 45 до 64 і 19,5 % — 65 років або старші. Статевий склад населення: 52,9 % — чоловіки і 47,1 % — жінки.
Середній дохід на одне домашнє господарство становив 39 115 доларів США (медіана — 30 438), а середній дохід на одну сім'ю — 52 439 доларів (медіана — 46 786). Медіана доходів становила 43 750 доларів для чоловіків та 35 250 доларів для жінок. За межею бідності перебувало 26,3 % осіб, у тому числі 28,1 % дітей у віці до 18 років та 12,0 % осіб у віці 65 років та старших.
Цивільне працевлаштоване населення становило 254 особи. Основні галузі зайнятості: мистецтво, розваги та відпочинок — 19,7 %, освіта, охорона здоров'я та соціальна допомога — 17,3 %, сільське господарство, лісництво, риболовля — 16,1 %.

### Перепис 2000 року
За даними перепису 2000 року, у місті проживало 960 осіб у 427 домогосподарствах у складі 237 родин. Густота населення становила 426,0 ос./км². Було 587 помешкань, середня густота яких становила 260,5/км². Расовий склад міста: 94,90 % білих, 2,50 % індіанців, 0,10 % азіатів, 0,62 % інших рас і 1,88 % людей, які зараховують себе до двох або більше рас. Іспанці та латиноамериканці незалежно від раси становили 2,19 % населення.
Із 427 домогосподарств 25,5 % мали дітей віком до 18 років, які жили з батьками; 41,0 % були подружжями, які жили разом; 8,4 % мали господиню без чоловіка і 44,3 % не були родинами. 39,3 % домогосподарств складалися з однієї особи, у тому числі 15,7 % віком 65 і більше років. У середньому на домогосподарство припадало 2,14 мешканця, а середній розмір родини становив 2,85 особи.
Віковий склад населення: 22,9 % віком до 18 років, 6,8 % від 18 до 24, 28,4 % від 25 до 44, 25,8 % від 45 до 64 і 16,0 % від 65 років і старші. Середній вік жителів — 41 року. Статевий склад населення: 49,8 % — чоловіки і 50,2 % — жінки.
Середній дохід домогосподарств у місті становив $22 065, родин — $33 472. Середній дохід чоловіків становив $25 288 проти $16 429 у жінок. Дохід на душу населення в місті був $14 699. Приблизно 12,8 % родин і 20,1 % населення перебували за межею бідності, включаючи 20,4 % віком до 18 років і 10,5 % від 65 і старших.

## Персоналії
- Лана Тернер (1921—1995) — одна з найгламурніших і чуттєвих зірок класичного Голлівуду.